# Партизанський заказник
Партизанський заказник — ландшафтний заказник місцевого значення в Україні. Розташований на території Звягельського району Житомирської області, на південь від села Партизанське. 
Площа 22,9 га. Статус присвоєно згідно з рішенням XII сесії Житомирської обласної ради VI скликання від 22.11.2012 року № 718. Перебуває у віданні ДП «Новоград-Волинське ДЛМГ», Пищівське лісництво, кв. 35, вид. 3 (площа 9,2 га), вид. 8 (площа 5,8 га), вид. 9 (площа 6,0 га), вид. 15 (площа 1,9 га). 
Статус присвоєно для збереження заболоченої ділянки лісового масиву, на якій переважають насадження сосни, граба, вільхи.